# اسکی دبی
اسکی دبی یک پیست اسکی سالنی است که در فضایی به مساحت ۲۲۵۰۰ مترمربع در مرکز خرید دبی مال، یکی از بزرگ‌ترین مراکز خرید جهان، در شهر دبی واقع شده‌است.
این مرکز تفریحی توسط شرکت «گروه ماجد الفطیم» که مجری مرکز خرید امارات نیز می‌باشد، ساخته شده‌است. اسکی دبی همه روزه از ساعت ۱۰:۰۰ صبح تا ۱۲:۰۰ شب باز است. به جز شنبه و یکشنبه از ساعت ۹:۰۰ صبح تا ۱۲:۰۰ بعد از ظهر.
این مرکز در سال ۲۰۰۷، موفق به دریافت جایزه Thea Outstanding Achievement Award از Themed Entertainment Association شده‌است.

## قوانین اسکی در دبی مال
- کودکان زیر دو سال اجازه ورود به پیست اسکی دبی را ندارند.
- کودکان ۲ تا ۸ سال فقط تحت نظارت بزرگسالان می‌توانند وارد شوند.
- کودکان ۹ تا ۱۲ ساله در صورت حضور قیم در مرکز خرید بزرگ امارات می‌توانند وارد شوند.
- بازدیدکنندگان زیر ۲۱ سال باید قبل از ورود به پیست اسکی فرم رضایت والدین یا قیم را پر کنند[2].